# Michael Pate
Michael Pate (Sydney, 26 februari 1920 - Gosford, 1 september 2008) was een filmregisseur uit Australië, die ook vele malen zelf op het witte doek verscheen. Hij was getrouwd met de dochter van filmmaker Joe Rock, Felippa. Met haar had hij een zoon, de acteur Christopher Pate.

## Biografie

### Carrière
Pate begon zijn carrière in 1938 door te schrijven en maakte samen met George Ivan Smith het programma Youth Speaks op ABC-radio. Daarnaast schreef hij voor kranten en magazines. Hij begon met schrijven over boek en toneel-recensies.
Zijn boek met korte verhaaltjes werd in Australië en de Verenigde Staten gepubliceerd.
Tijdens de Tweede Wereldoorlog diende Pate in het Australische leger. Op een dag werd hij overgeplaatst, om zo de Australische troepen te gaan entertainen.
Na de oorlog keerde hij terug naar de radio. Tussen 1946 en 1950 begon hij zich steeds meer te interesseren in films. In 1949 had hij dan ook zijn eerste hoofdrol in de film Sons of Matthew. In 1950 speelde hij in Bitter Springs, samen met Tommy Trender en Chips Rafferty.
In 1950 regisseerde en produceerde hij ook nog twee films, namelijk Dark of the Moon en Bonaventure. Later dat jaar reisde hij naar de VS, om daar mee te spelen in een remake van Bonaventure. Distributeur Universal Pictures bracht de film uit onder de titel Thunder on the Hill, met in de hoofdrollen Claudette Colbert en Ann Blyth.
Hij bracht in de jaren 50 de meeste tijd door in de Verenigde Staten, waar hij in meer dan 300 televisieshows verscheen. De meest bekende verschijning is die van 1953 in het programma Climax!, over de productie van de James Bondfilm Casino Royale, waarin Pate de rol van Clarence Leiter speelt.
Tijdens zijn verblijf in de Verenigde Staten werd hij instructeur voor acteurs en schreef hij honderden scenario's voor de grote Amerikaanse netwerken.
In 1959 keerde hij terug naar Australië, waar hij schitterde in het televisieprogramma The Shell Hour.
Hij keerde echter weer terug naar Amerika en werd succesvol door verschillende tv-karakters te worden. Hij kwam meerdere malen voor in programma's als Gunsmoke, Branded, The Virginian, Batman en vele anderen.
In 1968 keerde hij weer terug naar zijn geboorteland, om daar televisieproducer te worden, een boek voor acteurs te schrijven en vervolgens ook nog terug te keren als acteur in de Matlock Police-serie.
Een succes werd nog de film Tim, gebaseerd op de roman van Colleen McCullough, met in de hoofdrol Mel Gibson. Hij won hiervoor dan ook een prijs voor beste screenplay gekozen door het Australische schrijversgilde.
Een laatste succes was nog zijn samenwerking met zijn zoon Christopher, waarmee hij samen Mass Appeal produceerde. Het was zo'n succes dat het laatste seizoen te zien was in het Sydney Opera House.
Pate ging in 2001 met pensioen en overleed in 2008.